# Raúl Albiol
Raúl Albiol Tortajada (Vilamarxant, 4 settembre 1985) è un calciatore spagnolo, di ruolo difensore, svincolato. Con la nazionale spagnola si è laureato campione del mondo nel 2010 e campione d'Europa nel 2008 e nel 2012.

## Biografia
Il soprannome di Albiol è "El Chori". Suo fratello maggiore Miguel è stato anch'esso un calciatore, mentre suo padre, anch'esso di nome Miguel, ha giocato nella Segunda División con il Sabadell. Il fratello minore, Brian, è stato chiamato così in onore di Brian Laudrup, che Raúl ammirava per il suo successo con la nazionale danese.
Albiol ha avuto due figlie dalla moglie Alicia. Nel 2008, insieme a Guillermo Franco e Marcos Senna, ha fondato l'Evangélico FC, un'organizzazione composta da 140 atleti e 16 allenatori che mirava a promuovere i valori cristiani tra i giovani atleti in Spagna.

## Caratteristiche tecniche
Giocatore dal fisico imponente, il suo ruolo preferito è il centrale di difesa, ma all'occorrenza può ricoprire anche il ruolo di terzino destro o centrocampista difensivo. È abile nel gioco aereo e nella marcatura a zona.

## Carriera

### Club

#### Valencia e Getafe
Nato a Vilamarxant, nella Comunità Valenzana, Albiol inizia la carriera da bambino giocando in due piccoli club locali, trasferendosi prima del suo decimo compleanno nella squadra più importante della zona, il Valencia. Cresciuto nel vivaio della squadra, debutta in prima squadra il 24 settembre 2003 nella partita di Coppa UEFA contro gli svedesi dell'AIK (terminata 1-0 per gli spagnoli che passeranno il turno), subentrando al 90' all'autore del gol-vittoria Ricardo Oliveira. Subito dopo viene mandato al Club Deportivo Mestalla, squadra satellite del Valencia, all'epoca militante nella Segunda División.
Nell'agosto 2004, durante il viaggio per firmare l'accordo col Getafe per giocarvi in prestito, Albiol viene coinvolto in un grave incidente con la propria auto, tanto che viene portato in rianimazione e subisce l'asportazione della milza. Ripresosi e tornato in campo nel gennaio 2005, debutta nella Liga il 15 gennaio 2005 nel derby casalingo contro l'Atlético Madrid terminato 1-1, e segna la sua prima rete nell'altro derby, quello contro il Real Madrid, contribuendo alla vittoria per 2-1 del Getafe sui "galácticos". A fine stagione la squadra ottiene la salvezza.
Nella stagione successiva, ritornato al Valencia, diventa titolare in squadra e nella partita d'apertura del campionato 2006-2007 segna il primo e unico gol della stagione in campionato, decisivo nella vittoria casalinga per 2-1 ai danni del Real Betis. Pochi giorni dopo, il 12 settembre 2006, segna un gol dalla lunga distanza nella partita contro i greci dell'Olympiakos della UEFA Champions League 2006-2007, contribuendo alla vittoria esterna della sua squadra per 4-2. Durante i quattro anni con il club di Valencia vince anche il suo primo trofeo, la Coppa del Re 2007-2008, ottenuta battendo in finale 3-1 il Getafe, la squadra nella quale aveva militato in prestito.

#### Real Madrid

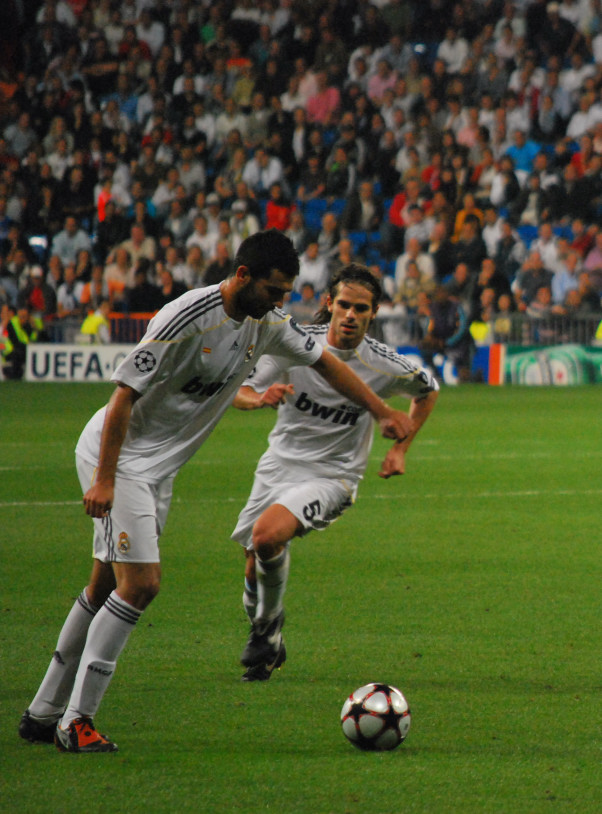
Raúl Albiol con la maglia del Real Madrid

Il 25 giugno 2009 passa al Real Madrid per una cifra di circa 15 milioni di euro, diventando il primo giocatore spagnolo acquistato dal presidente Florentino Pérez dopo il suo ritorno alla guida della società. Il 2 luglio viene presentato al Santiago Bernabéu ricevendo la maglia numero 18 da Rubén de la Red, che non poté disputare quella stagione a causa di problemi cardiaci. Il primo gol per il club all'epoca allenato da Manuel Pellegrini lo segna l'8 dicembre 2009, in una partita di UEFA Champions League 2009-2010 contro l'Olympique de Marseille vinta 3-1. In campionato è sempre titolare.
Nella Liga 2010-2011, sotto la guida tecnica di José Mourinho, diventa la riserva di Ricardo Carvalho, nuovo acquisto del club. Le sue uniche presenze in campionato sono dovute a infortuni o squalifiche dei compagni di squadra mentre è quasi sempre titolare in Coppa del Re, come ad esempio il 26 gennaio 2011 in occasione dell'andata della semifinale contro il Siviglia (vittoria per 1-0 fuori casa), quando salva sulla linea di porta un tiro dell'attaccante avversario Luís Fabiano destinato a finire in rete. Il 16 aprile viene espulso dopo aver commesso un fallo in area di rigore a David Villa durante El Clásico, e a causa della conseguente squalifica fu costretto a saltare la finale di coppa, poi vinta dal Real Madrid contro gli stessi avversari.
Il 6 agosto 2012 rinnova il suo contratto con la società madrilena fino al giugno 2017. Il 27 novembre, nella sua prima partita da capitano (contro l'Alcoyano in Coppa del Re), esce dal campo in barella dopo appena un minuto di gioco, dopo aver subito un infortunio alla caviglia che lo terrà lontano dal campo per circa un mese.

#### Napoli

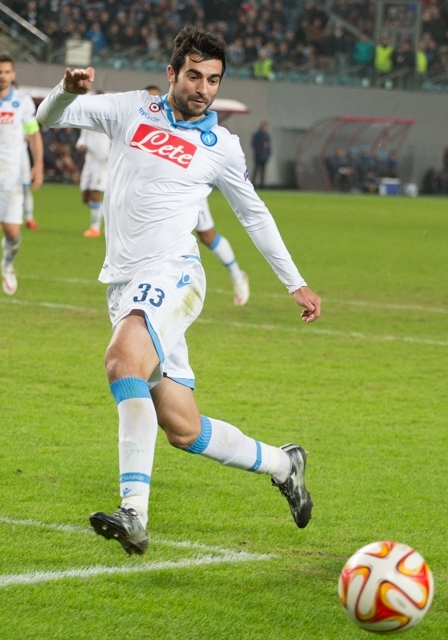
Raúl Albiol con la maglia del Napoli

Il 21 luglio 2013 viene acquistato dal Napoli per 12 milioni di euro, firmando un contratto quadriennale. In Campania ritrova anche Rafael Benítez, nuovo allenatore della squadra e suo ex allenatore alla prima esperienza col Valencia. Sceglie la maglia numero 33. Debutta in Serie A con la maglia azzurra il 25 agosto 2013, nella partita Napoli-Bologna (3-0), valida per la prima giornata di campionato. Il 25 gennaio 2014 realizza il suo primo gol in maglia azzurra nella partita Napoli-Chievo (1-1), siglando il gol del pareggio. Il 18 marzo 2018 torna al gol dopo più di due anni, siglando il gol del definitivo 1-0 contro il Genoa. 

#### Villarreal
Il 4 luglio 2019 il Napoli comunica il suo passaggio a titolo definitivo agli spagnoli del Villarreal. L'operazione riporta il giocatore in patria dopo 6 stagioni trascorse in Italia.

### Nazionale
Dopo aver militato nelle selezioni Under-19, Under-20 e Under-21 della Spagna, debutta in Nazionale maggiore il 13 ottobre 2007, a 22 anni, nella gara in trasferta contro la Danimarca, valida per le qualificazioni all'Europeo 2008. Convocato per la fase finale della competizione continentale, che vede la vittoria finale della selezione iberica, disputa le due partite contro Svezia e Grecia.
Confermato nel gruppo della Nazionale dal nuovo commissario tecnico Vicente del Bosque, viene convocato per la Confederations Cup 2009 dove gioca la partita d'esordio contro la Nuova Zelanda e le due gare contro i padroni di casa del Sudafrica, la seconda delle quali valevole per la "finalina". L'anno seguente è nei 23 calciatori che partecipano al Mondiale 2010, laureandosi campione del mondo pur senza scendere in campo nella manifestazione a causa di un infortunio.
Convocato anche per l'Europeo 2012, vince per la seconda volta consecutiva il titolo continentale, senza mai scendere in campo. Viene convocato anche per il deludente Mondiale 2014, dove esordisce nella terza ed ultima gara contro l'Australia.
Inserito tra i pre-convocati per Euro 2020 a seguito della positività al COVID-19 di Sergio Busquets, non viene confermato nella lista dei 24 finali del ct Luis Enrique.

## Statistiche

### Presenze e reti nei club
Statistiche aggiornate al 22 dicembre 2024.
| Stagione           | Squadra            | Campionato         | Campionato | Campionato | Coppe nazionali | Coppe nazionali | Coppe nazionali | Coppe continentali | Coppe continentali | Coppe continentali | Altre coppe | Altre coppe | Altre coppe | Totale | Totale |
| Stagione           | Squadra            | Comp               | Pres       | Reti       | Comp            | Pres            | Reti            | Comp               | Pres               | Reti               | Comp        | Pres        | Reti        | Pres   | Reti   |
| ------------------ | ------------------ | ------------------ | ---------- | ---------- | --------------- | --------------- | --------------- | ------------------ | ------------------ | ------------------ | ----------- | ----------- | ----------- | ------ | ------ |
| 2002-2003          | Valencia B         | SDB                | 14         | 3          |                 | -               | -               |                    | -                  | -                  | -           | -           | -           | 14     | 3      |
| 2003-2004          | Valencia B         | SDB                | 35         | 2          |                 | -               | -               |                    | -                  | -                  | -           | -           | -           | 35     | 2      |
| Totale Valencia B  | Totale Valencia B  | Totale Valencia B  | 49         | 5          |                 | -               | -               |                    | -                  | -                  |             | -           | -           | 49     | 5      |
| 2003-2004          | Valencia           | PD                 | 0          | 0          | CR              | 0               | 0               | CU                 | 2                  | 0                  | -           | -           | -           | 2      | 0      |
| 2004-2005          | Getafe             | PD                 | 17         | 1          | CR              | 2               | 0               | -                  | -                  | -                  | -           | -           | -           | 19     | 1      |
| 2005-2006          | Valencia           | PD                 | 29         | 1          | CR              | 4               | 0               | Int                | 3                  | 0                  | -           | -           | -           | 36     | 1      |
| 2006-2007          | Valencia           | PD                 | 36         | 1          | CR              | 4               | 2               | UCL                | 12                 | 1                  | -           | -           | -           | 52     | 4      |
| 2007-2008          | Valencia           | PD                 | 32         | 1          | CR              | 6               | 0               | UCL                | 7                  | 0                  | -           | -           | -           | 45     | 1      |
| 2008-2009          | Valencia           | PD                 | 34         | 2          | CR              | 2               | 0               | CU                 | 6                  | 0                  | SS          | 2           | 0           | 44     | 2      |
| Totale Valencia    | Totale Valencia    | Totale Valencia    | 131        | 5          |                 | 16              | 2               |                    | 30                 | 1                  |             | 2           | 0           | 179    | 8      |
| 2009-2010          | Real Madrid        | PD                 | 33         | 0          | CR              | 2               | 0               | UCL                | 8                  | 1                  | -           | -           | -           | 43     | 1      |
| 2010-2011          | Real Madrid        | PD                 | 20         | 0          | CR              | 6               | 0               | UCL                | 6                  | 0                  | -           | -           | -           | 32     | 0      |
| 2011-2012          | Real Madrid        | PD                 | 10         | 0          | CR              | 2               | 0               | UCL                | 5                  | 0                  | SS          | 0           | 0           | 17     | 0      |
| 2012-2013          | Real Madrid        | PD                 | 18         | 1          | CR              | 5               | 0               | UCL                | 2                  | 0                  | SS          | 1           | 0           | 26     | 1      |
| Totale Real Madrid | Totale Real Madrid | Totale Real Madrid | 81         | 1          |                 | 15              | 0               |                    | 21                 | 1                  |             | 1           | 0           | 118    | 2      |
| 2013-2014          | Napoli             | A                  | 32         | 1          | CI              | 5               | 0               | UCL+UEL            | 6+3                | 0                  | -           | -           | -           | 46     | 1      |
| 2014-2015          | Napoli             | A                  | 35         | 0          | CI              | 3               | 0               | UCL+UEL            | 2+10               | 0                  | SI          | 1           | 0           | 51     | 0      |
| 2015-2016          | Napoli             | A                  | 36         | 1          | CI              | 0               | 0               | UEL                | 3                  | 0                  | -           | -           | -           | 39     | 1      |
| 2016-2017          | Napoli             | A                  | 26         | 0          | CI              | 3               | 0               | UCL                | 6                  | 0                  | -           | -           | -           | 35     | 0      |
| 2017-2018          | Napoli             | A                  | 31         | 3          | CI              | 0               | 0               | UCL+UEL            | 7+1                | 0+0                | -           | -           | -           | 39     | 3      |
| 2018-2019          | Napoli             | A                  | 20         | 1          | CI              | 0               | 0               | UCL+UEL            | 6+0                | 0+0                | -           | -           | -           | 26     | 1      |
| Totale Napoli      | Totale Napoli      | Totale Napoli      | 180        | 6          |                 | 11              | 0               |                    | 44                 | 0                  |             | 1           | 0           | 236    | 6      |
| 2019-2020          | Villarreal         | PD                 | 36         | 1          | CR              | 2               | 0               | -                  | -                  | -                  | -           | -           | -           | 38     | 1      |
| 2020-2021          | Villarreal         | PD                 | 35         | 0          | CR              | 1               | 0               | UEL                | 11                 | 2                  | -           | -           | -           | 47     | 2      |
| 2021-2022          | Villarreal         | PD                 | 28         | 0          | CR              | 2               | 1               | UCL                | 12                 | 0                  | SU          | 1           | 0           | 43     | 1      |
| 2022-2023          | Villarreal         | PD                 | 25         | 0          | CR              | 1               | 0               | UECL               | 1                  | 0                  | -           | -           | -           | 27     | 0      |
| 2023-2024          | Villarreal         | PD                 | 23         | 0          | CR              | 1               | 0               | UEL                | 3                  | 0                  | -           | -           | -           | 27     | 0      |
| 2024-2025          | Villarreal         | PD                 | 15         | 0          | CR              | 1               | 0               | -                  | -                  | -                  | -           | -           | -           | 16     | 0      |
| Totale Villarreal  | Totale Villarreal  | Totale Villarreal  | 162        | 1          |                 | 8               | 1               |                    | 27                 | 2                  |             | 1           | 0           | 198    | 4      |
| Totale carriera    | Totale carriera    | Totale carriera    | 622        | 19         |                 | 53              | 3               |                    | 122                | 4                  |             | 5           | 0           | 801    | 26     |

### Cronologia presenze e reti in nazionale
| Cronologia completa delle presenze e delle reti in nazionale ― Spagna | Cronologia completa delle presenze e delle reti in nazionale ― Spagna | Cronologia completa delle presenze e delle reti in nazionale ― Spagna | Cronologia completa delle presenze e delle reti in nazionale ― Spagna | Cronologia completa delle presenze e delle reti in nazionale ― Spagna | Cronologia completa delle presenze e delle reti in nazionale ― Spagna | Cronologia completa delle presenze e delle reti in nazionale ― Spagna | Cronologia completa delle presenze e delle reti in nazionale ― Spagna |
| Data                                                                  | Città                                                                 | In casa                                                               | Risultato                                                             | Ospiti                                                                | Competizione                                                          | Reti                                                                  | Note                                                                  |
| --------------------------------------------------------------------- | --------------------------------------------------------------------- | --------------------------------------------------------------------- | --------------------------------------------------------------------- | --------------------------------------------------------------------- | --------------------------------------------------------------------- | --------------------------------------------------------------------- | --------------------------------------------------------------------- |
| 13-10-2007                                                            | Aarhus                                                                | Danimarca                                                             | 1 – 3                                                                 | Spagna                                                                | Qual. Euro 2008                                                       | -                                                                     |                                                                       |
| 21-11-2007                                                            | Las Palmas                                                            | Spagna                                                                | 1 – 0                                                                 | Irlanda del Nord                                                      | Qual. Euro 2008                                                       | -                                                                     |                                                                       |
| 6-2-2008                                                              | Malaga                                                                | Spagna                                                                | 1 – 0                                                                 | Francia                                                               | Amichevole                                                            | -                                                                     |                                                                       |
| 26-3-2008                                                             | Elche                                                                 | Spagna                                                                | 1 – 0                                                                 | Italia                                                                | Amichevole                                                            | -                                                                     | 17’                                                                   |
| 14-6-2008                                                             | Innsbruck                                                             | Svezia                                                                | 1 – 2                                                                 | Spagna                                                                | Euro 2008 - 1º turno                                                  | -                                                                     | 23’                                                                   |
| 18-6-2008                                                             | Salisburgo                                                            | Grecia                                                                | 1 – 2                                                                 | Spagna                                                                | Euro 2008 - 1º turno                                                  | -                                                                     |                                                                       |
| 20-8-2008                                                             | Copenaghen                                                            | Danimarca                                                             | 0 – 3                                                                 | Spagna                                                                | Amichevole                                                            | -                                                                     |                                                                       |
| 6-9-2008                                                              | Murcia                                                                | Spagna                                                                | 1 – 0                                                                 | Bosnia ed Erzegovina                                                  | Qual. Mondiali 2010                                                   | -                                                                     |                                                                       |
| 10-9-2008                                                             | Albacete                                                              | Spagna                                                                | 4 – 0                                                                 | Armenia                                                               | Qual. Mondiali 2010                                                   | -                                                                     |                                                                       |
| 19-11-2008                                                            | Vila-real                                                             | Spagna                                                                | 3 – 0                                                                 | Cile                                                                  | Amichevole                                                            | -                                                                     |                                                                       |
| 11-2-2009                                                             | Siviglia                                                              | Spagna                                                                | 2 – 0                                                                 | Inghilterra                                                           | Amichevole                                                            | -                                                                     | 75’                                                                   |
| 28-3-2009                                                             | Madrid                                                                | Spagna                                                                | 1 – 0                                                                 | Turchia                                                               | Qual. Mondiali 2010                                                   | -                                                                     |                                                                       |
| 9-6-2009                                                              | Baku                                                                  | Azerbaigian                                                           | 0 – 6                                                                 | Spagna                                                                | Amichevole                                                            | -                                                                     | 71’                                                                   |
| 14-6-2009                                                             | Rustenburg                                                            | Nuova Zelanda                                                         | 0 – 5                                                                 | Spagna                                                                | Conf. Cup 2009 - 1º turno                                             | -                                                                     |                                                                       |
| 20-6-2009                                                             | Bloemfontein                                                          | Spagna                                                                | 2 – 0                                                                 | Sudafrica                                                             | Conf. Cup 2009 - 1º turno                                             | -                                                                     | 23’                                                                   |
| 28-6-2009                                                             | Rustenburg                                                            | Spagna                                                                | 3 – 2 dts                                                             | Sudafrica                                                             | Conf. Cup 2009 - Finale 3º posto                                      | -                                                                     | 84’                                                                   |
| 5-9-2009                                                              | La Coruña                                                             | Spagna                                                                | 5 – 0                                                                 | Belgio                                                                | Qual. Mondiali 2010                                                   | -                                                                     | 82’                                                                   |
| 9-9-2009                                                              | Mérida                                                                | Spagna                                                                | 3 – 0                                                                 | Estonia                                                               | Qual. Mondiali 2010                                                   | -                                                                     |                                                                       |
| 14-10-2009                                                            | Zenica                                                                | Bosnia ed Erzegovina                                                  | 2 – 5                                                                 | Spagna                                                                | Qual. Mondiali 2010                                                   | -                                                                     |                                                                       |
| 14-11-2009                                                            | Madrid                                                                | Spagna                                                                | 2 – 1                                                                 | Argentina                                                             | Amichevole                                                            | -                                                                     | 46’                                                                   |
| 18-11-2009                                                            | Vienna                                                                | Austria                                                               | 1 – 5                                                                 | Spagna                                                                | Amichevole                                                            | -                                                                     |                                                                       |
| 3-3-2010                                                              | Saint-Denis                                                           | Francia                                                               | 0 – 2                                                                 | Spagna                                                                | Amichevole                                                            | -                                                                     | 46’                                                                   |
| 3-6-2010                                                              | Innsbruck                                                             | Spagna                                                                | 1 – 0                                                                 | Corea del Sud                                                         | Amichevole                                                            | -                                                                     |                                                                       |
| 9-2-2011                                                              | Madrid                                                                | Spagna                                                                | 1 – 0                                                                 | Colombia                                                              | Amichevole                                                            | -                                                                     |                                                                       |
| 29-3-2011                                                             | Kaunas                                                                | Lituania                                                              | 1 – 3                                                                 | Spagna                                                                | Qual. Euro 2012                                                       | -                                                                     |                                                                       |
| 4-6-2011                                                              | Foxborough                                                            | Stati Uniti                                                           | 0 – 4                                                                 | Spagna                                                                | Amichevole                                                            | -                                                                     |                                                                       |
| 7-6-2011                                                              | Puerto La Cruz                                                        | Venezuela                                                             | 0 – 3                                                                 | Spagna                                                                | Amichevole                                                            | -                                                                     |                                                                       |
| 10-8-2011                                                             | Bari                                                                  | Italia                                                                | 2 – 1                                                                 | Spagna                                                                | Amichevole                                                            | -                                                                     |                                                                       |
| 2-9-2011                                                              | San Gallo                                                             | Spagna                                                                | 3 – 2                                                                 | Cile                                                                  | Amichevole                                                            | -                                                                     |                                                                       |
| 6-9-2011                                                              | Logroño                                                               | Spagna                                                                | 6 – 0                                                                 | Liechtenstein                                                         | Qual. Euro 2012                                                       | -                                                                     |                                                                       |
| 7-10-2011                                                             | Praga                                                                 | Rep. Ceca                                                             | 0 – 2                                                                 | Spagna                                                                | Qual. Euro 2012                                                       | -                                                                     |                                                                       |
| 26-5-2012                                                             | San Gallo                                                             | Spagna                                                                | 2 – 0                                                                 | Serbia                                                                | Amichevole                                                            | -                                                                     |                                                                       |
| 30-5-2012                                                             | Berna                                                                 | Spagna                                                                | 4 – 1                                                                 | Corea del Sud                                                         | Amichevole                                                            | -                                                                     |                                                                       |
| 3-6-2012                                                              | Siviglia                                                              | Spagna                                                                | 1 – 0                                                                 | Cina                                                                  | Amichevole                                                            | -                                                                     |                                                                       |
| 15-8-2012                                                             | Bayamón                                                               | Porto Rico                                                            | 1 – 2                                                                 | Spagna                                                                | Amichevole                                                            | -                                                                     |                                                                       |
| 7-9-2012                                                              | Pontevedra                                                            | Spagna                                                                | 5 – 0                                                                 | Arabia Saudita                                                        | Amichevole                                                            | -                                                                     |                                                                       |
| 12-10-2012                                                            | Minsk                                                                 | Bielorussia                                                           | 0 – 4                                                                 | Spagna                                                                | Qual. Mondiali 2014                                                   | -                                                                     | 70’                                                                   |
| 14-11-2012                                                            | Panama                                                                | Panama                                                                | 1 – 5                                                                 | Spagna                                                                | Amichevole                                                            | -                                                                     |                                                                       |
| 8-6-2013                                                              | Miami Gardens                                                         | Spagna                                                                | 2 – 1                                                                 | Haiti                                                                 | Amichevole                                                            | -                                                                     | 74’                                                                   |
| 20-6-2013                                                             | Rio de Janeiro                                                        | Spagna                                                                | 10 – 0                                                                | Tahiti                                                                | Conf. Cup 2013 - 1º turno                                             | -                                                                     |                                                                       |
| 14-8-2013                                                             | Guayaquil                                                             | Ecuador                                                               | 0 – 2                                                                 | Spagna                                                                | Amichevole                                                            | -                                                                     |                                                                       |
| 6-9-2013                                                              | Helsinki                                                              | Finlandia                                                             | 0 – 2                                                                 | Spagna                                                                | Qual. Mondiali 2014                                                   | -                                                                     |                                                                       |
| 10-9-2013                                                             | Ginevra                                                               | Spagna                                                                | 2 – 2                                                                 | Cile                                                                  | Amichevole                                                            | -                                                                     |                                                                       |
| 19-11-2013                                                            | Johannesburg                                                          | Sudafrica                                                             | 1 – 0                                                                 | Spagna                                                                | Amichevole                                                            | -                                                                     |                                                                       |
| 5-3-2014                                                              | Madrid                                                                | Spagna                                                                | 1 – 0                                                                 | Italia                                                                | Amichevole                                                            | -                                                                     | 66’                                                                   |
| 30-5-2014                                                             | Siviglia                                                              | Spagna                                                                | 2 – 0                                                                 | Bolivia                                                               | Amichevole                                                            | -                                                                     | 46’                                                                   |
| 23-6-2014                                                             | Curitiba                                                              | Australia                                                             | 0 – 3                                                                 | Spagna                                                                | Mondiali 2014 - 1º turno                                              | -                                                                     |                                                                       |
| 8-9-2014                                                              | Valencia                                                              | Spagna                                                                | 5 – 1                                                                 | Macedonia                                                             | Qual. Euro 2016                                                       | -                                                                     |                                                                       |
| 9-10-2014                                                             | Žilina                                                                | Slovacchia                                                            | 2 – 1                                                                 | Spagna                                                                | Qual. Euro 2016                                                       | -                                                                     | 58’                                                                   |
| 18-11-2014                                                            | Vigo                                                                  | Spagna                                                                | 0 – 1                                                                 | Germania                                                              | Amichevole                                                            | -                                                                     | 46’                                                                   |
| 31-3-2015                                                             | Amsterdam                                                             | Paesi Bassi                                                           | 2 – 0                                                                 | Spagna                                                                | Amichevole                                                            | -                                                                     |                                                                       |
| 11-10-2018                                                            | Cardiff                                                               | Galles                                                                | 1 – 4                                                                 | Spagna                                                                | Amichevole                                                            | -                                                                     |                                                                       |
| 12-10-2019                                                            | Oslo                                                                  | Norvegia                                                              | 1 – 1                                                                 | Spagna                                                                | Qual. Euro 2020                                                       | -                                                                     |                                                                       |
| 15-10-2019                                                            | Stoccolma                                                             | Svezia                                                                | 1 – 1                                                                 | Spagna                                                                | Qual. Euro 2020                                                       | -                                                                     | cap.                                                                  |
| 15-11-2019                                                            | Cadice                                                                | Spagna                                                                | 7 – 0                                                                 | Malta                                                                 | Qual. Euro 2020                                                       | -                                                                     |                                                                       |
| 18-11-2019                                                            | Madrid                                                                | Spagna                                                                | 5 – 0                                                                 | Romania                                                               | Qual. Euro 2020                                                       | -                                                                     | 62’                                                                   |
| 5-9-2021                                                              | Badajoz                                                               | Spagna                                                                | 4 – 0                                                                 | Georgia                                                               | Qual. Mondiali 2022                                                   | -                                                                     | 46’                                                                   |
| 8-9-2021                                                              | Pristina                                                              | Kosovo                                                                | 0 – 2                                                                 | Spagna                                                                | Qual. Mondiali 2022                                                   | -                                                                     | 86’                                                                   |
| Totale                                                                |                                                                       | Presenze                                                              | 58                                                                    |                                                                       | Reti                                                                  | 0                                                                     |                                                                       |

## Palmarès

### Club

#### Competizioni nazionali
- Coppa di Spagna: 2

Valencia: 2007-2008
Real Madrid: 2010-2011
- Campionato spagnolo: 1

Real Madrid: 2011-2012
- Supercoppa di Spagna: 1

Real Madrid: 2012
- Coppa Italia: 1

Napoli: 2013-2014
- Supercoppa italiana: 1

Napoli: 2014

#### Competizioni internazionali
- Coppa UEFA/Europa League: 2

Valencia: 2003-2004
Villarreal: 2020-2021
- Supercoppa UEFA: 1

Valencia: 2004

### Nazionale
- Campionato d'Europa: 2

Austria-Svizzera 2008, Polonia-Ucraina 2012
- Campionato mondiale: 1

Sudafrica 2010

### Individuale
- Premio Don Balón: 1

Giocatore rivelazione: 2005-2006
- Squadra della stagione della UEFA Europa League: 2

2014-2015, 2020-2021